# Copa Intercontinental 1974
La Copa Intercontinental 1974 fue la decimoquinta edición del torneo que enfrentaba al campeón de la Copa Libertadores de América con el campeón de la Copa de Campeones de Europa. La competición se disputó en el habitual formato de ida y vuelta, actuando cada equipo en condición de local en uno de los encuentros.
Esta edición del certamen fue disputada por Independiente de Argentina, campeón de la Copa Libertadores 1974, y Atlético de Madrid de España, subcampeón de la Copa de Campeones de Europa 1973-74 —en el lugar del campeón Bayern Múnich de Alemania Occidental, que renunció al certamen alegando incompatibilidad de fechas—. Los partidos, por cuestiones de calendario, se jugaron el 12 de marzo de 1975 en Avellaneda, Argentina, y el 10 de abril de 1975 en Madrid, España. El conjunto sudamericano, que llegaba con la intención de repetir la histórica coronación del año anterior frente a Juventus, se llevó el triunfo por la mínima diferencia en el primer duelo; sin embargo, Atlético de Madrid logró revertir la serie con un marcador de 2-0 en la revancha, disputada en el mítico Vicente Calderón. El cuadro colchonero alcanzó así su primer título en la competencia, siendo el segundo equipo español en hacerlo —ya lo había conseguido su archirrival Real Madrid en 1960—. La victoria lo registra, además, como el primer y único club hasta la fecha en proclamarse campeón del mundo sin haber podido consagrarse en su competición continental.

## Equipos participantes
| UEFA (Europa)         |  | Atlético de Madrid |  | Subcampeón de la Copa de Campeones de Europa (1973-74) |
| Conmebol (Sudamérica) |  | Independiente      |  | Campeón de la Copa Libertadores de América (1974)      |

## Sedes
| Avellaneda                     | Madrid                         |
| ------------------------------ | ------------------------------ |
| Estadio de la Doble Visera     | Estadio Vicente Calderón       |
| Capacidad: 57 098 espectadores | Capacidad: 62 000 espectadores |
|                                |                                |

## Resultados

### Partido de ida
| 1          | POR        | José Alberto Pérez |     |
| 4          | DEF        | Eduardo Commisso   |     |
| 2          | DEF        | Miguel Ángel López |     |
| 6          | DEF        | Francisco Sá       |     |
| 3          | DEF        | Ricardo Pavoni     |     |
| 8          | MED        | Aldo Rodríguez     | 57' |
| 5          | MED        | Rubén Galván       |     |
| 10         | MED        | Ricardo Bochini    |     |
| 7          | DEL        | Agustín Balbuena   |     |
| 9          | DEL        | Percy Rojas        |     |
| 11         | DEL        | Daniel Bertoni     | 83' |
| Entrenador | Entrenador | Roberto Ferreiro   |     |

| 1          | POR        | Miguel Reina                |     |
| 2          | DEF        | Francisco Delgado Melo      |     |
| 3          | DEF        | Ramón Heredia               |     |
| 4          | DEF        | Domingo Benegas             |     |
| 5          | DEF        | José Luis Capón             |     |
| 6          | MED        | Eusebio Bejarano            |     |
| 7          | MED        | Alberto Fernández Fernández | 46' |
| 8          | MED        | Adelardo Rodríguez          |     |
| 9          | DEL        | Javier Irureta              |     |
| 10         | DEL        | José Eulogio Gárate         |     |
| 11         | DEL        | Rubén Ayala                 |     |
| Entrenador | Entrenador | Luis Aragonés               |     |

|  | MED | Alejandro Semenewicz | 57' |
|  | DEL | Luis Giribet         | 83' |

|  | DEL | Heraldo Bezerra | 46' |

| Anotado | 34' | Agustín Balbuena | 1:0 |

| Árbitro | Charles Corver |

| 1          | POR        | José Alberto Pérez |     |
| 4          | DEF        | Eduardo Commisso   |     |
| 2          | DEF        | Miguel Ángel López |     |
| 6          | DEF        | Francisco Sá       |     |
| 3          | DEF        | Ricardo Pavoni     |     |
| 8          | MED        | Aldo Rodríguez     | 57' |
| 5          | MED        | Rubén Galván       |     |
| 10         | MED        | Ricardo Bochini    |     |
| 7          | DEL        | Agustín Balbuena   |     |
| 9          | DEL        | Percy Rojas        |     |
| 11         | DEL        | Daniel Bertoni     | 83' |
| Entrenador | Entrenador | Roberto Ferreiro   |     |

| 1          | POR        | Miguel Reina                |     |
| 2          | DEF        | Francisco Delgado Melo      |     |
| 3          | DEF        | Ramón Heredia               |     |
| 4          | DEF        | Domingo Benegas             |     |
| 5          | DEF        | José Luis Capón             |     |
| 6          | MED        | Eusebio Bejarano            |     |
| 7          | MED        | Alberto Fernández Fernández | 46' |
| 8          | MED        | Adelardo Rodríguez          |     |
| 9          | DEL        | Javier Irureta              |     |
| 10         | DEL        | José Eulogio Gárate         |     |
| 11         | DEL        | Rubén Ayala                 |     |
| Entrenador | Entrenador | Luis Aragonés               |     |

|  | MED | Alejandro Semenewicz | 57' |
|  | DEL | Luis Giribet         | 83' |

|  | DEL | Heraldo Bezerra | 46' |

| Anotado | 34' | Agustín Balbuena | 1:0 |

| Árbitro | Charles Corver |

### Partido de vuelta
| 1          | POR        | José Pacheco Gómez          |     |
| 2          | DEF        | Francisco Delgado Melo      |     |
| 3          | DEF        | Ramón Heredia               |     |
| 4          | DEF        | Francisco Aguilar           |     |
| 5          | DEF        | José Luis Capón             |     |
| 6          | MED        | Eusebio Bejarano            |     |
| 7          | MED        | Alberto Fernández Fernández | 27' |
| 8          | MED        | Adelardo Rodríguez          |     |
| 9          | DEL        | Javier Irureta              |     |
| 10         | DEL        | José Eulogio Gárate         |     |
| 11         | DEL        | Rubén Ayala                 |     |
| Entrenador | Entrenador | Luis Aragonés               |     |

| 1          | POR        | José Alberto Pérez |     |
| 4          | DEF        | Eduardo Commisso   |     |
| 2          | DEF        | Miguel Ángel López |     |
| 6          | DEF        | Osvaldo Carrica    |     |
| 3          | DEF        | Ricardo Pavoni     |     |
| 8          | MED        | Hugo Saggioratto   |     |
| 5          | MED        | Rubén Galván       |     |
| 10         | MED        | Ricardo Bochini    |     |
| 7          | DEL        | Agustín Balbuena   |     |
| 9          | DEL        | Percy Rojas        | 62' |
| 11         | DEL        | Daniel Bertoni     |     |
| Entrenador | Entrenador | Roberto Ferreiro   |     |

|  | MED | Ignacio Salcedo | 27' |

|  | DEF | Aldo Rodríguez | 62' |

| Anotado | 34' | Javier Irureta | 1:0 |
| Anotado | 85' | Rubén Ayala    | 2:0 |

| Árbitro | Juan Carlos Robles |

| 1          | POR        | José Pacheco Gómez          |     |
| 2          | DEF        | Francisco Delgado Melo      |     |
| 3          | DEF        | Ramón Heredia               |     |
| 4          | DEF        | Francisco Aguilar           |     |
| 5          | DEF        | José Luis Capón             |     |
| 6          | MED        | Eusebio Bejarano            |     |
| 7          | MED        | Alberto Fernández Fernández | 27' |
| 8          | MED        | Adelardo Rodríguez          |     |
| 9          | DEL        | Javier Irureta              |     |
| 10         | DEL        | José Eulogio Gárate         |     |
| 11         | DEL        | Rubén Ayala                 |     |
| Entrenador | Entrenador | Luis Aragonés               |     |

| 1          | POR        | José Alberto Pérez |     |
| 4          | DEF        | Eduardo Commisso   |     |
| 2          | DEF        | Miguel Ángel López |     |
| 6          | DEF        | Osvaldo Carrica    |     |
| 3          | DEF        | Ricardo Pavoni     |     |
| 8          | MED        | Hugo Saggioratto   |     |
| 5          | MED        | Rubén Galván       |     |
| 10         | MED        | Ricardo Bochini    |     |
| 7          | DEL        | Agustín Balbuena   |     |
| 9          | DEL        | Percy Rojas        | 62' |
| 11         | DEL        | Daniel Bertoni     |     |
| Entrenador | Entrenador | Roberto Ferreiro   |     |

|  | MED | Ignacio Salcedo | 27' |

|  | DEF | Aldo Rodríguez | 62' |

| Anotado | 34' | Javier Irureta | 1:0 |
| Anotado | 85' | Rubén Ayala    | 2:0 |

| Árbitro | Juan Carlos Robles |

|                            |
| Bandera de España          |
| Campeón Atlético de Madrid |
| 1.er título                |